# Jane Connell
Jane Connell (ur. 27 października 1925 w Berkeley, zm. 22 września 2013 w Englewood) – amerykańska aktorka filmowa i telewizyjna.

## Filmografia
seriale
- 1956: Stanley jako Jane
- 1970: Mary Tyler Moore jako Karen Norris
- 1979: Paris
- 1990: Big Brother Jake jako Miss Roberta Domedian

film
- 1963: Boża krówko, boża krówko jako Pani Maxton
- 1974: Mame jako Agnes Gooch
- 1978: Wizyty domowe jako Pani Conway
- 1989: Nic nie widziałem, nic nie słyszałem jako Kobieta